# رودريجو برييتو
رودريجو برييتو (بالإنجليزية: Rodrigo Prieto)‏ (و. 1965  م) هو مصور سينمائي، ومصور، ومخرج أفلام من الولايات المتحدة، والمكسيك، ولد في مدينة مكسيكو.

## التعليم
تعلم في Centro de Capacitación Cinematográfica ‏
.

## جوائز وترشيحات
حصل على جوائز منها:
Golden Frog ‏، عن عمل: الحب غدار ‏ في 2000
ترشح لـ:
- جائزة الأوسكار لأفضل تصوير سينمائي، عن عمل: صمت24 يناير 2017
- جائزة الأوسكار لأفضل تصوير سينمائي، عن عمل: جبل بروكباك31 يناير 2006.

## وصلات خارجية
- رودريجو برييتو في قاعدة بيانات الأفلام على الإنترنت
- رودريجو برييتو  على موقع أول موفي